# Countrywide Classic 1997 - Qualificazioni singolare
Le qualificazioni del singolare del Countrywide Classic 1997 sono state un torneo di tennis preliminare per accedere alla fase finale della manifestazione. I vincitori dell'ultimo turno sono entrati di diritto nel tabellone principale. In caso di ritiro di uno o più giocatori aventi diritto a questi sono subentrati i lucky loser, ossia i giocatori che hanno perso nell'ultimo turno ma che avevano una classifica più alta rispetto agli altri partecipanti che avevano comunque perso nel turno finale.
Le qualificazioni del torneo Countrywide Classic 1997 prevedevano 32 partecipanti di cui 4 sono entrati nel tabellone principale.

## Teste di serie
1. Michael Joyce (primo turno)
2. Mahesh Bhupathi (Qualificato)
3. Michael Tebbutt (Qualificato)
4. Glenn Weiner (Qualificato)

1. Laurence Tieleman (ultimo turno)
2. David Witt (ultimo turno)
3. Pier Gauthier (primo turno)
4. Sander Groen (secondo turno)

## Qualificati
1. Bob Bryan
2. Mahesh Bhupathi

1. Michael Tebbutt
2. Glenn Weiner

## Tabellone

### Legenda
| - Q = Qualificato - WC = Wild card - LL = Lucky loser | - ALT = Alternate - SE = Special Exempt - PR = Protected Ranking | - w/o = Walkover - r = Ritirato - d = Squalificato |

### Sezione 1
|  | Primo turno       | Primo turno        | Primo turno        | Primo turno        | Primo turno |  |  | Secondo turno      | Secondo turno      | Secondo turno | Secondo turno | Secondo turno |   |   | Ultimo turno | Ultimo turno | Ultimo turno | Ultimo turno | Ultimo turno |  |
|  |                   |                    |                    |                    |             |  |  |                    |                    |               |               |               |   |   |              |              |              |              |              |  |
|  |                   | Patrik Gottesleben | Patrik Gottesleben | Patrik Gottesleben | 5           |  |  |                    |                    |               |               |               |   |   |              |              |              |              |              |  |
|  | 1                 | Michael Joyce      | Michael Joyce      | Michael Joyce      | 5r          |  |  | Patrik Gottesleben | Patrik Gottesleben | 4             | 6             | 3             |   |   |              |              |              |              |              |  |
|  | Martin Barba      | Martin Barba       | 4                  | 6                  | 6           |  |  | Martin Barba       | Martin Barba       | 6             | 3             | 6             |   |   |              |              |              |              |              |  |
|  | Mark Ellis        | Mark Ellis         | 6                  | 2                  | 3           |  |  |                    |                    |               |               |               |   |   | Martin Barba | Martin Barba | 7            | 4            | 1            |  |
|  | Bob Bryan         | Bob Bryan          | Bob Bryan          | 6                  | 6           |  |  |                    |                    | Bob Bryan     | Bob Bryan     | 6             | 6 | 6 |              |              |              |              |              |  |
|  | Denis Van Uffelen | Denis Van Uffelen  | Denis Van Uffelen  | 3                  | 1           |  |  |                    | Bob Bryan          | Bob Bryan     | 6             | 7             |   |   |              |              |              |              |              |  |
|  | 8                 | Sander Groen       | 6                  | 2                  | 6           |  |  | 8                  | Sander Groen       | Sander Groen  | 3             | 6             |   |   |              |              |              |              |              |  |
|  |                   | Marcus Hilpert     | 4                  | 6                  | 3           |  |  |                    |                    |               |               |               |   |   |              |              |              |              |              |  |

### Sezione 2
|  | Primo turno   | Primo turno     | Primo turno     | Primo turno | Primo turno |  |  | Secondo turno | Secondo turno   | Secondo turno   | Secondo turno | Secondo turno |   |   | Ultimo turno | Ultimo turno    | Ultimo turno | Ultimo turno | Ultimo turno |  |
|  |               |                 |                 |             |             |  |  |               |                 |                 |               |               |   |   |              |                 |              |              |              |  |
|  | 2             | Mahesh Bhupathi | Mahesh Bhupathi | 6           | 6           |  |  |               |                 |                 |               |               |   |   |              |                 |              |              |              |  |
|  |               | Kyle Spencer    | Kyle Spencer    | 4           | 3           |  |  | 2             | Mahesh Bhupathi | Mahesh Bhupathi | 6             | 6             |   |   |              |                 |              |              |              |  |
|  | Grady Burnett | Grady Burnett   | Grady Burnett   | 7           | 6           |  |  |               | Grady Burnett   | Grady Burnett   | 2             | 4             |   |   |              |                 |              |              |              |  |
|  | Ryan Clark    | Ryan Clark      | Ryan Clark      | 5           | 4           |  |  |               |                 |                 |               |               |   |   | 2            | Mahesh Bhupathi | 6            | 6            | 6            |  |
|  | Kent Kinnear  | Kent Kinnear    | Kent Kinnear    | 6           | 6           |  |  |               |                 |                 | Mike Bryan    | 2             | 7 | 1 |              |                 |              |              |              |  |
|  | Noah Newman   | Noah Newman     | Noah Newman     | 3           | 2           |  |  | Kent Kinnear  | Kent Kinnear    | Kent Kinnear    | 3             | 3             |   |   |              |                 |              |              |              |  |
|  |               | Mike Bryan      | Mike Bryan      | 6           | 6           |  |  | Mike Bryan    | Mike Bryan      | Mike Bryan      | 6             | 6             |   |   |              |                 |              |              |              |  |
|  | 7             | Pier Gauthier   | Pier Gauthier   | 2           | 2           |  |  |               |                 |                 |               |               |   |   |              |                 |              |              |              |  |

### Sezione 3
|  | Primo turno       | Primo turno       | Primo turno     | Primo turno | Primo turno |  |  | Secondo turno | Secondo turno   | Secondo turno | Secondo turno | Secondo turno |   |   | Ultimo turno | Ultimo turno    | Ultimo turno    | Ultimo turno | Ultimo turno |  |
|  |                   |                   |                 |             |             |  |  |               |                 |               |               |               |   |   |              |                 |                 |              |              |  |
|  | 3                 | Michael Tebbutt   | Michael Tebbutt | 6           | 6           |  |  |               |                 |               |               |               |   |   |              |                 |                 |              |              |  |
|  |                   | Matt Holt         | Matt Holt       | 1           | 2           |  |  | 3             | Michael Tebbutt | 4             | 6             | 6             |   |   |              |                 |                 |              |              |  |
|  | Eric Taino        | Eric Taino        | 6               | 6           | 6           |  |  |               | Eric Taino      | 6             | 3             | 4             |   |   |              |                 |                 |              |              |  |
|  | Donavan September | Donavan September | 7               | 4           | 1           |  |  |               |                 |               |               |               |   |   | 3            | Michael Tebbutt | Michael Tebbutt | 6            | 6            |  |
|  | Roger Smith       | Roger Smith       | Roger Smith     | 6           | 6           |  |  |               |                 | 6             | David Witt    | David Witt    | 3 | 3 |              |                 |                 |              |              |  |
|  | Vincent Mackey    | Vincent Mackey    | Vincent Mackey  | 2           | 2           |  |  |               | Roger Smith     | Roger Smith   | 6             | 2             |   |   |              |                 |                 |              |              |  |
|  | 6                 | David Witt        | David Witt      | 7           | 6           |  |  | 6             | David Witt      | David Witt    | 7             | 6             |   |   |              |                 |                 |              |              |  |
|  |                   | Taylor Dent       | Taylor Dent     | 6           | 3           |  |  |               |                 |               |               |               |   |   |              |                 |                 |              |              |  |

### Sezione 4
|  | Primo turno        | Primo turno        | Primo turno       | Primo turno | Primo turno |  |  | Secondo turno | Secondo turno     | Secondo turno     | Secondo turno     | Secondo turno |   |   | Ultimo turno | Ultimo turno | Ultimo turno | Ultimo turno | Ultimo turno |  |
|  |                    |                    |                   |             |             |  |  |               |                   |                   |                   |               |   |   |              |              |              |              |              |  |
|  | 4                  | Glenn Weiner       | Glenn Weiner      | 6           | 6           |  |  |               |                   |                   |                   |               |   |   |              |              |              |              |              |  |
|  |                    | Reed Cordish       | Reed Cordish      | 3           | 1           |  |  | 4             | Glenn Weiner      | Glenn Weiner      | 6                 | 6             |   |   |              |              |              |              |              |  |
|  | Roberto Rodríguez  | Roberto Rodríguez  | 6                 | 2           | 6           |  |  |               | Roberto Rodríguez | Roberto Rodríguez | 3                 | 3             |   |   |              |              |              |              |              |  |
|  | Jamie Turturici    | Jamie Turturici    | 3                 | 6           | 3           |  |  |               |                   |                   |                   |               |   |   | 4            | Glenn Weiner | 6            | 2            | 7            |  |
|  | Chris Groer        | Chris Groer        | 6                 | 4           | 6           |  |  |               |                   | 5                 | Laurence Tieleman | 4             | 6 | 6 |              |              |              |              |              |  |
|  | Aleksandar Kitinov | Aleksandar Kitinov | 2                 | 6           | 4           |  |  |               | Chris Groer       | Chris Groer       | 6                 | 6             |   |   |              |              |              |              |              |  |
|  | 5                  | Laurence Tieleman  | Laurence Tieleman | 7           | 6           |  |  | 5             | Laurence Tieleman | Laurence Tieleman | 7                 | 7             |   |   |              |              |              |              |              |  |
|  |                    | Otis Smith         | Otis Smith        | 5           | 2           |  |  |               |                   |                   |                   |               |   |   |              |              |              |              |              |  |